# 염영일 (로봇공학자)
염영일(1942~)은 대한민국의 로봇공학자이다.  유타주립대를 졸업하고 위스콘신매디슨대학교대학원에서 기계역학을 전공한 뒤 아이오와대와 매릴랜드대 교수를 거쳐 1987년부터 포스텍 기계공학과 교수로 재직했다. 포스텍에 재직하는 동안 포스코의 제철소자동화를 비롯 포항지능로봇연구소 창립을 주도했고, 제어로봇시스템학회 회장과 로봇융합포럼 초대의장 등을 역임한바 있다.

## 이력
1942년 서울 출생

1968년 유타주립대 기계공학과 졸업

1970년 위스콘신매디슨대학교대학원 기계공학 석사

1973년 위스콘신매디슨대학교대학원 기계역학 석사

1976년 위스콘신매디슨대학교대학원 기계역학 박사

## 경력
1978~1987년 미국 카톨릭대 기계공학과 교수 및 생체공학부 주임교수

1982~1987년 미국 국방부 의과대 겸직교수

1983~1987년 미국 메릴랜드대 의과대 겸직교수

1987~2007년 포스텍 기계공학과 교수

1994년 포스텍 부총장

2007년 포스텍 명예교수

2011년 유니스트 석좌교수

## 활동
2003년 제어로봇시스템학회 회장

2004년 포항지능로봇연구소 소장

2009년 로봇융합포럼 의장

## 같이 보기
- 지능형 로봇
- 로봇산업
- 로봇인
- 로봇공학자